# Bernard Béguin
Bernard Béguin (Grenoble, 24 september 1947) is een Frans voormalig rallyrijder.

## Carrière
Bernard Béguin debuteerde in 1973 in de rallysport. Hij profileerde zich in het Frans rallykampioenschap, waar hij in 1979 met een Porsche 911 SC voor het eerst de titel won. Ook op internationaal niveau kwam succes met een zege in de Rally van Ieper van 1979 en drie podium resultaten in het Wereldkampioenschap rally, waarvan dit zijn hoogtepunt bereikte met een overwinning tijdens de Rally van Corsica in 1987, achter het stuur van een BMW M3, een auto die geprepareerd werd door Prodrive. Dit was de eerste WK-rally zege van het team onder leiding van David Richards en BMW´s tweede en laatste.
Hierna was Béguin op nationaal niveau weer succesvol met verschillende Ford-modellen en schreef hij de Franse titel nog achtereenvolgend in 1991, 1992 en 1993 op zijn naam. Midden jaren negentig beëindigde hij zijn rally-carrière.

## Complete resultaten in het Wereldkampioenschap rally
| Gedetailleerde resultaten | Gedetailleerde resultaten              | Gedetailleerde resultaten | Gedetailleerde resultaten | Gedetailleerde resultaten   | Gedetailleerde resultaten   | Gedetailleerde resultaten | Gedetailleerde resultaten | Gedetailleerde resultaten | Gedetailleerde resultaten |
| Seizoen                   | Rally                                  | Navigator                 | Nr.                       | Inschrijving                | Auto                        | Gr.                       | Pos.                      | Punten                    | Pos. in WK                |
| ------------------------- | -------------------------------------- | ------------------------- | ------------------------- | --------------------------- | --------------------------- | ------------------------- | ------------------------- | ------------------------- | ------------------------- |
| 1974                      | 18ème Tour de Corse                    | Jacques Delaval           | 22                        | Bernard Béguin              | Alfa Romeo Alfetta          | 2                         | NF                        | -                         | -                         |
| 1976                      | 44ème Rallye Automobile de Monte-Carlo | Jean-François Fauchille   | 45                        | Bernard Béguin              | Alfa Romeo 2000GTV          | 1                         | 10                        | -                         | -                         |
| 1977                      | 45ème Rallye Automobile de Monte-Carlo | Guy Gillot                | 19                        | Bernard Béguin              | Porsche 911                 | 3                         | NF                        | -                         | -                         |
| 1977                      | 21ème Tour de Corse                    | Willy Huret               | 14                        | Bernard Béguin              | Alpine-Renault A310 V6      | 4                         | NF                        | -                         | -                         |
| 1978                      | 46ème Rallye Automobile de Monte-Carlo | Willy Huret               | 16                        | Bernard Béguin              | Porsche 911                 | 3                         | NF                        | -                         | -                         |
| 1979                      | 47ème Rallye Automobile de Monte-Carlo | Philippe Ozoux            | 19                        | Bernard Béguin              | Ford Escort RS2000          | 1                         | 16                        | 0                         | -                         |
| 1979                      | 23ème Tour de Corse                    | Jean-Jacques Lenne        | 10                        | Bernard Béguin              | Porsche 911 SC              | 4                         | NF                        | 0                         | -                         |
| 1980                      | 48ème Rallye Automobile de Monte-Carlo | Jean-Jacques Lenne        | 6                         | Bernard Béguin              | Porsche 911 SC              | 4                         | NF                        | -                         | -                         |
| 1982                      | 26ème Tour de Corse - Rallye de France | Jean-Jacques Lenne        | 16                        | Bernard Béguin              | Porsche 911 SC              | 4                         | 3                         | 12                        | 18                        |
| 1983                      | 27ème Tour de Corse - Rallye de France | Jean-Jacques Lenne        | 3                         | BMW Motul                   | BMW M1                      | B                         | NF                        | 0                         | -                         |
| 1985                      | 29ème Tour de Corse - Rallye de France | Jean-Jacques Lenne        | 10                        | Rothmans Porsche Rally Team | Porsche 911 SC RS           | B                         | 3                         | 12                        | 18                        |
| 1987                      | 31ème Tour de Corse - Rallye de France | Jean-Jacques Lenne        | 10                        | Prodrive BMW                | BMW M3                      | A                         | 1                         | 20                        | 15                        |
| 1988                      | 32ème Tour de Corse - Rallye de France | Jean-Jacques Lenne        | 1                         | Bastos BMW Motul            | BMW M3                      | A                         | 7                         | 4                         | 53                        |
| 1989                      | 33ème Tour de Corse - Rallye de France | Jean-Bernard Vieu         | 3                         | Bastos BMW Motul            | BMW M3                      | A                         | 5                         | 8                         | 35                        |
| 1991                      | 35ème Tour de Corse - Rallye de France | Jean-Marc Andrié          | 9                         | R.A.S. Sport                | Ford Sierra RS Cosworth 4x4 | A                         | NF                        | 0                         | -                         |
| 1993                      | 37ème Tour de Corse - Rallye de France | Jean-Paul Chiaroni        | 1                         | Bernard Béguin              | Ford Escort RS Cosworth     | A                         | 6                         | 6                         | 33                        |
| 1995                      | 37º Rallye Sanremo - Rallye d'Italia   | Patrick Pivato            | 15                        | Italtecnica                 | Peugeot 306 Maxi            | A                         | NF                        | -                         | -                         |
| 1996                      | 64ème Rallye Automobile de Monte-Carlo | 'Tilber'                  | 4                         | Bernard Béguin              | Subaru Impreza 555          | A                         | 4                         | -                         | -                         |

| Seizoen | Inschrijving                | Auto                        | 1      | 2   | 3   | 4   | 5      | 6   | 7   | 8      | 9   | 10     | 11     | 12  | 13  | 14  | Pos. | Punten |
| ------- | --------------------------- | --------------------------- | ------ | --- | --- | --- | ------ | --- | --- | ------ | --- | ------ | ------ | --- | --- | --- | ---- | ------ |
| 1974    | Bernard Béguin              | Alfa Romeo Alfetta          | POR    | KEN | FIN | ITA | CAN    | VST | GBR | FRA NF |     |        |        |     |     |     | -    | -      |
| 1976    | Bernard Béguin              | Alfa Romeo 2000GTV          | MON 10 | ZWE | POR | KEN | GRI    | MAR | FIN | ITA    | FRA | GBR    |        |     |     |     | -    | -      |
| 1977    | Bernard Béguin              | Porsche 911                 | MON NF | ZWE | POR | KEN | GRI    | NZL | FIN | ITA    | CAN |        |        |     |     |     | -    | -      |
| 1977    | Bernard Béguin              | Alpine-Renault A310 V6      |        |     |     |     |        |     |     |        |     | FRA NF | GBR    |     |     |     | -    | -      |
| 1978    | Bernard Béguin              | Porsche 911                 | MON NF | ZWE | POR | KEN | GRI    | FIN | CAN | ITA    | IVK | FRA    | GBR    |     |     |     | -    | -      |
| 1979    | Bernard Béguin              | Ford Escort RS2000          | MON 16 | ZWE | POR | KEN | GRI    | NZL | FIN | CAN    | ITA |        |        |     |     |     | -    | 0      |
| 1979    | Bernard Béguin              | Porsche 911 SC              |        |     |     |     |        |     |     |        |     | FRA NF | GBR    | IVK |     |     | -    | 0      |
| 1980    | Bernard Béguin              | Porsche 911 SC              | MON NF | ZWE | POR | KEN | GRI    | ARG | FIN | NZL    | ITA | FRA    | GBR    | IVK |     |     | -    | 0      |
| 1982    | Bernard Béguin              | Porsche 911 SC              | MON    | ZWE | POR | KEN | FRA 3  | GRI | NZL | BRA    | FIN | ITA    | IVK    | GBR |     |     | 18   | 12     |
| 1983    | BMW Motul                   | BMW M1                      | MON    | ZWE | POR | KEN | FRA NF | GRI | NZL | ARG    | FIN | ITA    | IVK    | GBR |     |     | -    | 0      |
| 1985    | Rothmans Porsche Rally Team | Porsche 911 SC RS           | MON    | ZWE | POR | KEN | FRA 3  | GRI | NZL | ARG    | FIN | ITA    | IVK    | GBR |     |     | 18   | 12     |
| 1987    | Prodrive BMW                | BMW M3                      | MON    | ZWE | POR | KEN | FRA 1  | GRI | VS  | NZL    | ARG | FIN    | IVK    | ITA | GBR |     | 15   | 20     |
| 1988    | Bastos Motul BMW            | BMW M3                      | MON    | ZWE | POR | KEN | FRA 7  | GRI | VS  | NZL    | ARG | FIN    | IVK    | ITA | GBR |     | 53   | 4      |
| 1989    | Bastos Motul BMW            | BMW M3                      | ZWE    | MON | POR | KEN | FRA 5  | GRI | NZL | ARG    | FIN | AUS    | ITA    | IVK | GBR |     | 35   | 8      |
| 1991    | R.A.S. Sport                | Ford Sierra RS Cosworth 4x4 | MON    | ZWE | POR | KEN | FRA NF | GRI | NZL | ARG    | FIN | AUS    | ITA    | IVK | SPA | GBR | -    | 0      |
| 1993    | Bernard Béguin              | Ford Escort RS Cosworth     | MON    | ZWE | POR | KEN | FRA 6  | GRI | ARG | NZL    | AUS | ITA    | SPA    | FIN | GBR |     | 33   | 6      |
| 1995    | Italtecnica                 | Peugeot 306 Maxi            | MON    | ZWE | POR | KEN | FRA    | GRI | NZL | ARG    | FIN | AUS    | ITA NF | SPA | GBR |     | -    | -      |
| 1996    | Bernard Béguin              | Subaru Impreza 555          | MON 4  | ZWE | POR | KEN | IDN    | FRA | GRI | NZL    | ARG | FIN    | AUS    | ITA | SPA | GBR | -    | -      |

##### Noot
- Het concept van het Wereldkampioenschap Rally tussen 1973 en 1976, hield in dat er enkel een kampioenschap open stond voor constructeurs.
- In de seizoenen 1977 en 1978 werd de FIA Cup for Drivers georganiseerd. Hierin meegerekend alle WK-evenementen, plus tien evenementen buiten het WK om.

### Overwinningen
| Nr. | Seizoen | Rally                                  | Navigator          | Auto   |
| --- | ------- | -------------------------------------- | ------------------ | ------ |
| 1   | 1987    | 31ème Tour de Corse - Rallye de France | Jean-Jacques Lenne | BMW M3 |